# Tasmin Pepper
Tasmin Jay Pepper (Edenvale, 19 de junho de 1990) é uma piloto profissional de automóveis sul-africana. Ela é filha do ex-piloto sul-africano de carros de turismo Iain Pepper e irmã mais velha do piloto de grã-turismo Jordan Pepper.
Pepper foi a primeira mulher a vencer uma corrida de campeonato de Fórmula VW na África do Sul. Ela foi vice-campeã do campeonato de Fórmula VW South Africa de 2010. Pepper também competiu na Copa Volkswagen Polo da África do Sul, Fórmula Ford, Fórmula BMW, e W Series.